# Distretto di Shuhada
Il distretto di Shuhada è un distretto dell'Afghanistan appartenente alla provincia di Badakhshan. Viene stimata una popolazione di 17 442 abitanti (stima 2016-17).